# Lucio Valerio Flaco (cónsul 261 a. C.)
Lucio Valerio Flaco  fue un político y militar romano del siglo III a. C.

## Carrera pública
Ocupó el consulado en el año 261 a. C., con Tito Otacilio Craso. Llevó la guerra en Sicilia contra los cartagineses, con poco éxito, durante la primera guerra púnica.